# Ponte trasportatore

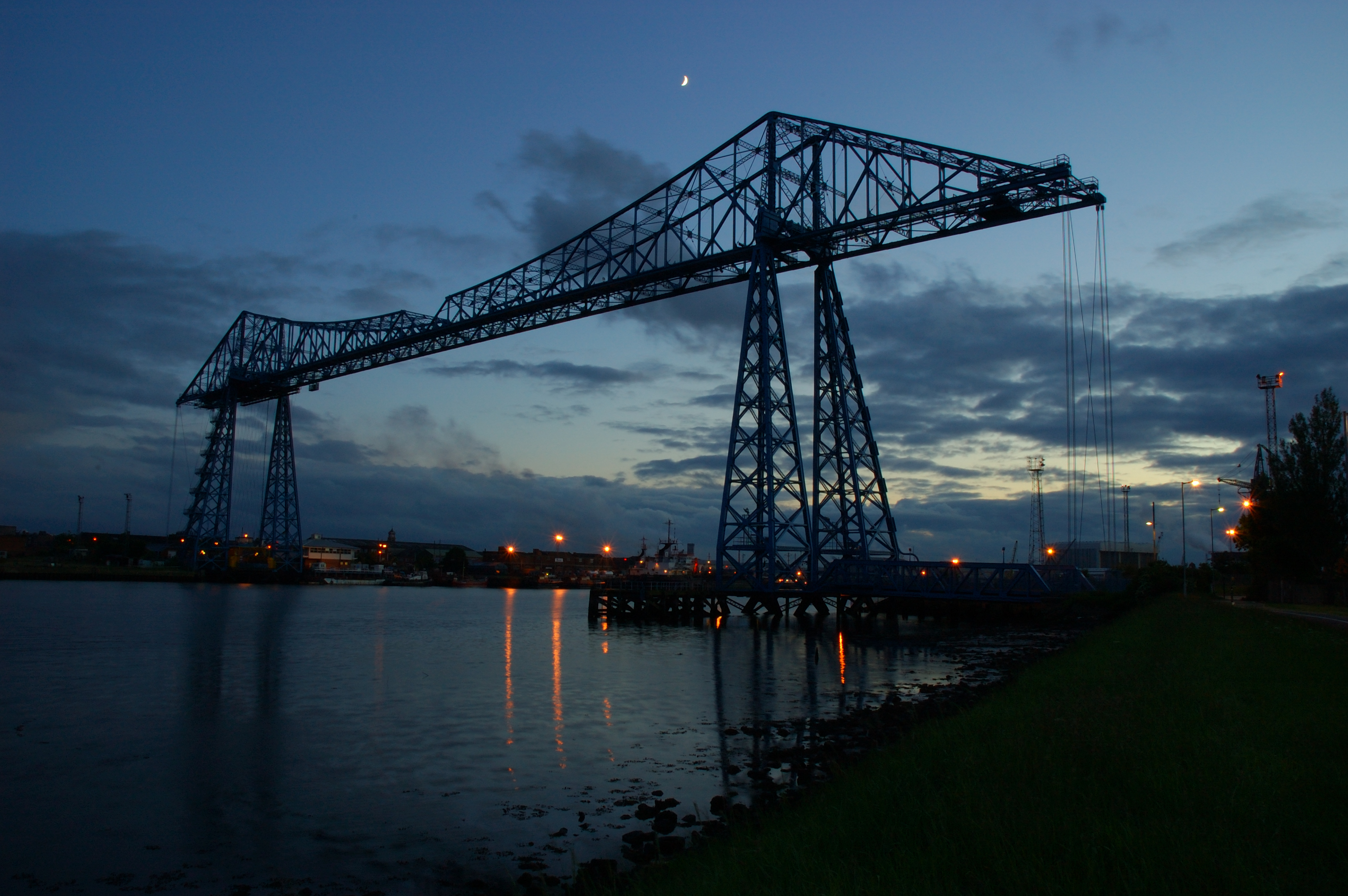
Il Tees Transporter Bridge a Middlesbrough.

Il ponte trasportatore è una particolare tipologia di manufatto che serve a superare solitamente ostacoli d'acqua, utilizzando un tipo di ponte a struttura fissa dove, attaccata in basso e mossa attraverso funi di metallo, viene trasferito da una sponda all'altra un pezzo di strada con i relativi veicoli su di essa disposti.
Il primo ponte di questo tipo fu il Ponte di Vizcaya, situato in territorio spagnolo e risalente al 1893.
Questo tipo di progetto venne studiato per l'uso in condizioni particolari, in territori dove non era possibile costruire le rampe d'accesso per raggiungere l'altezza necessaria alla costruzione di un ponte classico e, nello stesso tempo non fosse opportuno o conveniente l'utilizzo di un servizio di traghetto.
Un certo numero di ponti trasportatori sono stati costruiti in varie nazioni europee, in particolare in Francia e Gran Bretagna.

## Ponti trasportatori principali
| Ponte                                  | Località                    | Data completamento | Lunghezza            | Note                                                               |
| -------------------------------------- | --------------------------- | ------------------ | -------------------- | ------------------------------------------------------------------ |
| Aerial Lift Bridge                     | Duluth (Minnesota), USA     | 1905               | 120 m                | convertito in ponte levatoio nel 1929, ancora in uso               |
| Bizerta/Brest Transporter Bridge       | Bizerta, Tunisia            | 1898               | 109 m                | portato a Brest nel 1909, danneggiato nel 1944 e demolito nel 1947 |
| Bordeaux Transporter Bridge            | Bordeaux, Francia           | —                  | 400 m (total)        | iniziato nel 1910 mai portato a termine e demolito nel 1942        |
| Kiel Transporter Bridge                | Kiel, Germania              | 1910               | 128 m                | demolito nel 1923                                                  |
| Ponte trasportatore di Marsiglia       | Marsiglia, Francia          | 1905               | 165 m                | distrutto nel 1944                                                 |
| Tees Transporter Bridge                | Middlesbrough, Regno Unito  | 1911               | 177 m                | in uso                                                             |
| Nantes Transporter Bridge              | Nantes, Francia             | 1903               | 141 m                | demolito nel 1958                                                  |
| Ponte trasportatore di Newport         | Newport, Regno Unito        | 1906               | 181 m                | in uso                                                             |
| Osten Transporter Bridge               | Osten, Germania             | 1909               | 80 m                 | in uso                                                             |
| Ponte di Vizcaya                       | Portugalete, Spagna         | 1893               | 164 m                | in uso                                                             |
| Ponte trasportatore Nicolás Avellaneda | Buenos Aires, Argentina     | 1914               | 100 m (luce 77,50 m) | Esistente in uso, monumento nazionale.                             |
| Rendsburg High Bridge                  | Rendsburg, Germania         | 1913               | 140 m                | in uso, ponte ferroviario/ponte trasportatore                      |
| Rio de Janeiro Transporter Bridge      | Rio de Janeiro, Brasile     | 1915               | 171 m                | demolito nel 1935                                                  |
| Ponte trasportatore di Rochefort       | Rochefort, Francia          | 1900               | 140 m                | in uso                                                             |
| Rouen Transporter Bridge               | Rouen, Francia              | 1898               | 142 m                | distrutto nel 1940                                                 |
| Royal Victoria Dock Bridge             | Londra, Regno Unito         | 1998               | 128 m                | in uso, ma non più come ponte trasportatore.                       |
| Sky Ride                               | Chicago, (Illinois), USA    | 1933               | 564 m                | demolito nel 1934                                                  |
| Stalingrad Transporter Bridge          | Volgograd, Russia           | 1955               | 874 m                | demolito                                                           |
| Warrington Transporter Bridge          | Warrington, Regno Unito     | 1916               | 57 m                 | in disuso, elencato come "ancient monument"                        |
| Ponte trasportatore Widnes-Runcorn     | Widnes-Runcorn, Regno Unito | 1905               | 304 m                | demolito nel 1961                                                  |